# George Nathaniel Curzon
George Nathaniel Curzon, más néven Curzon márki és Curzon báró (1898–1911), illetve Curzon gróf (1911–21) (Kedleston, 1859. január 11. — London, 1925. március 20.) brit államférfi, India alkirálya, valamint brit külügyminiszter (1919–24) volt. Hivatali ideje alatt meghatározó szerepe volt a brit politika alakításában.

## Élete
George Nathaniel Curzon 1859. január 11-én született Kedlestonban, az Egyesült Királyság területén. Tanulmányait Etonban és Oxfordban végezte. Becsvágyának és a külügyek területén tanúsított ismereteinek köszönhetően hamarosan hírnevet szerzett. Sokat utazott és 1892-ben könyvet adott ki Perzsiáról (ma Irán). 1891-ben - Southport konzervatív képviselőjeként - kinevezték az Indiai Iroda államtitkárának. 1895-től hasonló megbízatást látott el a külügyminisztérium szolgálatában. 1898-ban - 39 éves korában - elérte élete egyik legfőbb célját, amikor kinevezték India alkirályának. Bár jó ügyintéző volt, Herbert Kitchenerrel (az indiai brit hadsereg főparancsnokával) való összecsapásának köszönhetően hamarosan leváltották ebből a pozícióból. Ez rossz hatással volt a karrierjére és több évre mellőzték a politikai életből. 1906-ban felesége elhunyt és idejét politikán kívüli tevékenységekkel töltötte.
1911-ben, némi kompenzációként grófi címet adományoztak a részére. 1915-ben végül ismét komolyabb megbízatást kapott (Lord Privy Seal), amikor koalícióra lépett Herbert Asquith miniszterelnökkel. 1916-ban rövid ideig a légügyi tanács elnöke lett. Ezt követően három éven keresztül a Királyi Államtanács elnöki tisztségét (Lord President of the Council) látta el. 1916 decemberétől 1919 októberéig a hadügyi tanács tagja volt. Emellett átvette a konzervatív párt vezetését is a Lordok Házában. 1919-ben - Arthur Balfourt követően - kinevezték külügyminiszternek. Ebben jelentős szerepet játszott tapasztaltsága és ambíciója. Végső célját, a miniszterelnöki tisztségbe való kinevezését végül nem sikerült elérnie, ami csalódottsággal töltötte el. 1924-ben ismét a Királyi Államtanács elnöke lett. 1925. március 20-án hunyt el Londonban.

## Szerepe a trianoni békeszerződésben
1920. február 12-én – főként Bánffy Miklós tevékenységének köszönhetően – a brit parlament alsóházában felmerült a magyarsággal kötendő méltányosabb békeszerződés igénye. Ez kezdetben pozitív hatással volt a bizottsági üléseken folytatott megbeszélésekre is. Február 25-én Curzon külügyminiszter elismerte, hogy a békeszerződés-tervezetre adott magyar válaszokat is figyelembe kell venni. David Lloyd George és Francesco Saverio Nitti erősen támogatta ezt az álláspontot. Ezt azonban a francia álláspontot képviselő magyarellenes Alexandre Millerand, aki a magyarságot a „legálnokabb népnek” tartotta és Philippe Berthelot (aki Edvard Beneš jó ismerőse volt) is ellenezte. Az esélyeket tovább rontva a brit külügyminisztérium tervezetét egy ugyancsak magyarellenes személy, Allen Leeper készítette elő. Leeper indoklását meghallgatva Curzon David Lloyd George ellen fordult és nemcsak támogatta a Leeper által benyújtott tervezetet, hanem felszólította a bizottságot annak jóváhagyására. Ebben vélhetőleg szerepet játszott az is, hogy felismerte a francia álláspont merevségét és megváltoztathatatlanságát. A végeredmény végül a trianoni békeszerződés lett.